# Felipe Calderón
Felipe de Jesús Calderón Hinojosa (* 18. srpna 1962 Morelia, Mexiko) je mexický politik a právník, který byl mezi 1. prosincem 2006 a 30. listopadem 2012 prezidentem Mexika.

## Politická kariéra
Felipe Calderón je členem politické strany Partido Acción Nacional (PAN), která zastává středo-pravicovou politiku. Tuto stranu spoluzakládal jeho otec Luís Calderón Vega. V úřadu prezidenta nahradil Vicenta Foxe, jeho nástupcem je od roku 2012 Enrique Peña Nieto.
Prezidentem se stal na úkor Lopéze Obradora, nad kterým vyhrál pouze o půl procenta. Ten se snažil zpochybnit zvolení Calderóna, ale senát stížnost zamítl.

## Názory
Felipe Calderón je velký katolík a tak je proti registrovanému partnerství homosexuálů, eutanazii, a neuznává ani antikoncepci. Potraty schvaluje pouze ve chvíli, kdy byla žena znásilněna. Byl také zásadně proti postavení zdi na hranicích mezi Mexikem a USA. Vytrvale bojuje s drogovou mafií, která převáží drogy do USA. V důsledku jeho protidrogového tažení zahynulo v Mexiku od doby, kdy nastoupil do prezidentské funkce, více než 60 000 lidí.

## Vyznamenání
- velkokříž s řetězem Řádu Jižního kříže – Brazílie, 7. srpna 2007
- rytíř Řádu slona – Dánsko, 18. února 2008 – udělila královna Markéta II. během své státní návštěvy v Mexiku[6]
- velkokříž Řádu José Matíase Delgada – Salvador, 4. března 2008
- velkokříž s řetězem Řádu Isabely Katolické – Španělsko, 6. června 2008 – udělil král Juan Carlos I. během Calderónovy státní návštěvy Španělska[7]
- čestný rytíř velkokříže Řádu lázně – Spojené království, 30. března 2009 – udělila královna Alžběta II. během Calderónovy státní návštěvy ve Spojeném království[8]
- velkokříž s řetězem Řádu Quetzala – Guatemala, 27. července 2011
- řádový řetěz Řádu za občanské zásluhy – Španělsko, 15. listopadu 2012 – udělil král Juan Carlos I.[9]
- velkokříž s řetězem Řádu za zásluhy – Chile – udělila prezidentka Chile Michelle Bacheletová během své státní návštěvy v Mexiku
- Řád Belize – Belize – udělil předseda vlády Belize Said Musa během státní návštěvy Felipa Calderóna v Belize